# Wojny z Araukanami
Wojny z Araukanami 1546–1641 (hisz: Guerra de Arauco) to wieloletni konflikt pomiędzy Indianami z plemienia Mapuche (nazywanymi przez Hiszpanów Araukanami) a hiszpańskimi kolonizatorami w rejonie południowego Chile. 
Do pierwszego zbrojnego spotkania hiszpańskich konkwistadodorów doszło pod Reynogüelén w roku 1536. Niewielka potyczka zakończyła się zwycięstwem Hiszpanów. 10 lat później Indianie chwycili za broń atakując kolonizatorów. Do poważnego starcia z Hiszpanami pod wodzą Pedro de Valdivii doszło w roku 1546 nad rzeką Biobío, gdzie Mapuche uniemożliwili Hiszpanom budowę osady Concepción (miasto powstało dopiero 4 lata później w roku 1550). 
W roku 1553 Mapuche ponownie powstali zbrojnie przeciwko Hiszpanom. Po bitwie pod Tucapel Indianie dowodzeni przez wodza Lautaro zabili Pedra de Valdivię i zmusili do ucieczki Hiszpanów stacjonujących w forcie Arauco. Złapanych uciekinierów czekał straszny los, po tym gdy zmuszono ich do wypicia płynnego złota. 
W kolejnych latach Indianie kilkakrotnie atakowali Hiszpanów, niszcząc m.in. Fort Arauco oraz miasto Concepción. Po tych sukcesach Araukanie skierowali się na Santiago, zostali jednak po drodze pobici przez Hiszpanów pod wodzą Francisco de Villagry a Lautaro poniósł śmierć w bitwie. 
- Wódz Lautaro

Do większej kampanii hiszpańskiej przeciwko Araukanom doszło w roku 1557. Hiszpanie pod wodzą García Hurtado de Mendozy zostali jednak pobici w bitwie pod Millapoa. Porażka nie zniechęciła Hiszpanów, którzy zajęli Arauco. (dopiero w roku 1723 Araukanom uda się odbić utracone terytorium).
W roku 1558 następca wodza Lautaro - Caupolicán został pojmany i stracony przez Hiszpanów. Indianie nie złożyli broni przypuszczając niszczycielskie ataki na osiedla hiszpańskie na południu kraju. W konsekwencji tych ataków ustała akcja kolonizacyjna na tych terenach. 
- Wódz Caupolicán

W latach 1598–1604 miało miejsce kolejne powstanie antyhiszpańskie Araukanów. Już w pierwszym roku walk Araukanie rozbili wojska hiszpańskie w bitwie pod Curalaba. Śmierć w walkach poniósł m.in. hiszpański gubernator Chile - Martín García Óñez de Loyola. W wyniku powstania władza hiszpańska na południu Chile utrzymała się jedynie na wyspie Chiloé. Zwycięstwa Araukanów zapoczątkowały długą, pełną sukcesów walkę z hiszpańskimi kolonizatorami. Zdecydowany opór Araukanów zmusił w końcu Hiszpanów do uznania niezależności Mapuche w roku 1641 w traktacie Quillín. Granicą odgradzającą Indian od kolonizatorów stała się rzeka Biobío. Dopiero w roku 1881 ziemie Mapuche zostały wcielone w granice niepodległego Chile. Ostatni wielki zryw Indian miał miejsce w roku 1934 i zakończył się porażką Indian Mapuche pod Ranquil.